# Zwalista Kopa

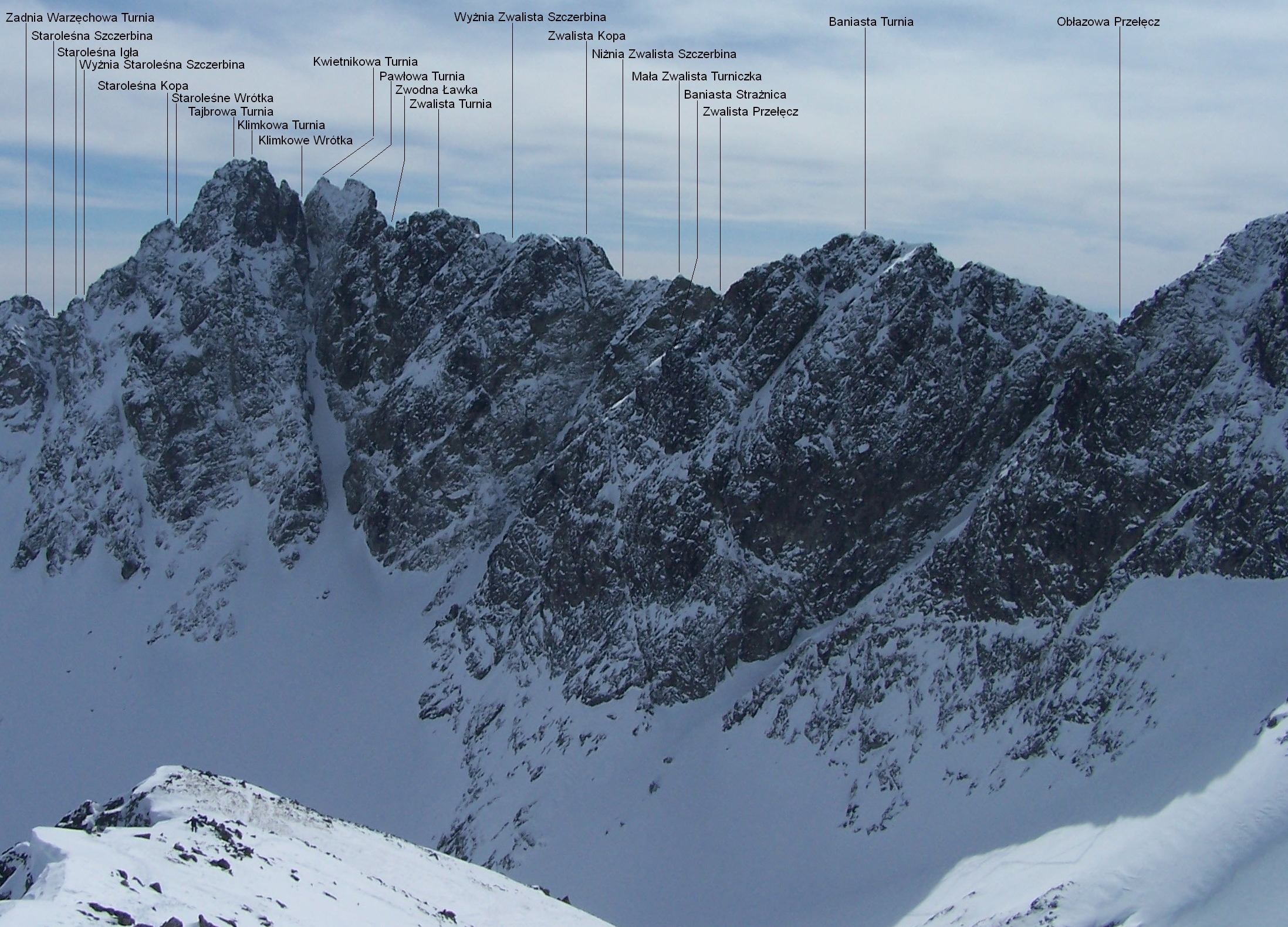
Widok ze Świstowego Szczytu

Zwalista Kopa (słow. Weszterova kopa, niem. Weszter-Koppe, węg. Weszter-púp) – turnia w słowackich Tatrach Wysokich, w bocznej grani odchodzącej na południowy wschód od Małej Wysokiej. Znajduje się pomiędzy Wyżnią Zwalistą Szczerbiną i Niżnią Zwalistą Szczerbiną. Wznosi się na wysokość 2420 m. W kierunku południowo-zachodnim opada do Doliny Wielickiej, w kierunku północno-zachodnim stromą ścianą do Klimkowego Żlebu.
Polskie nazewnictwo pochodzi od Zwalistej Turni, natomiast nazwy niemiecka, słowacka i węgierska zostały nadane na cześć Paula Wesztera, który w 1888 r. wraz ze swymi szwagrami założył miejscowość Tatrzańska Polanka.
Przez Zwalistą Kopę nie wiodą żadne znakowane szlaki turystyczne, natomiast prowadzi przez nią popularna wśród taterników tzw. Droga Tetmajera z Małej Wysokiej na Staroleśny Szczyt.
Pierwsze wejścia turystyczne letnie: Edward Koelichen, Jan Koelichen, Franciszek Krzyształowicz, Kazimierz Przerwa-Tetmajer, Tadeusz Boy-Żeleński, Klemens Bachleda, Jan Bachleda Tajber, Józef Haziak i Jan Obrochta Tomkowy, 14 sierpnia 1892 r.

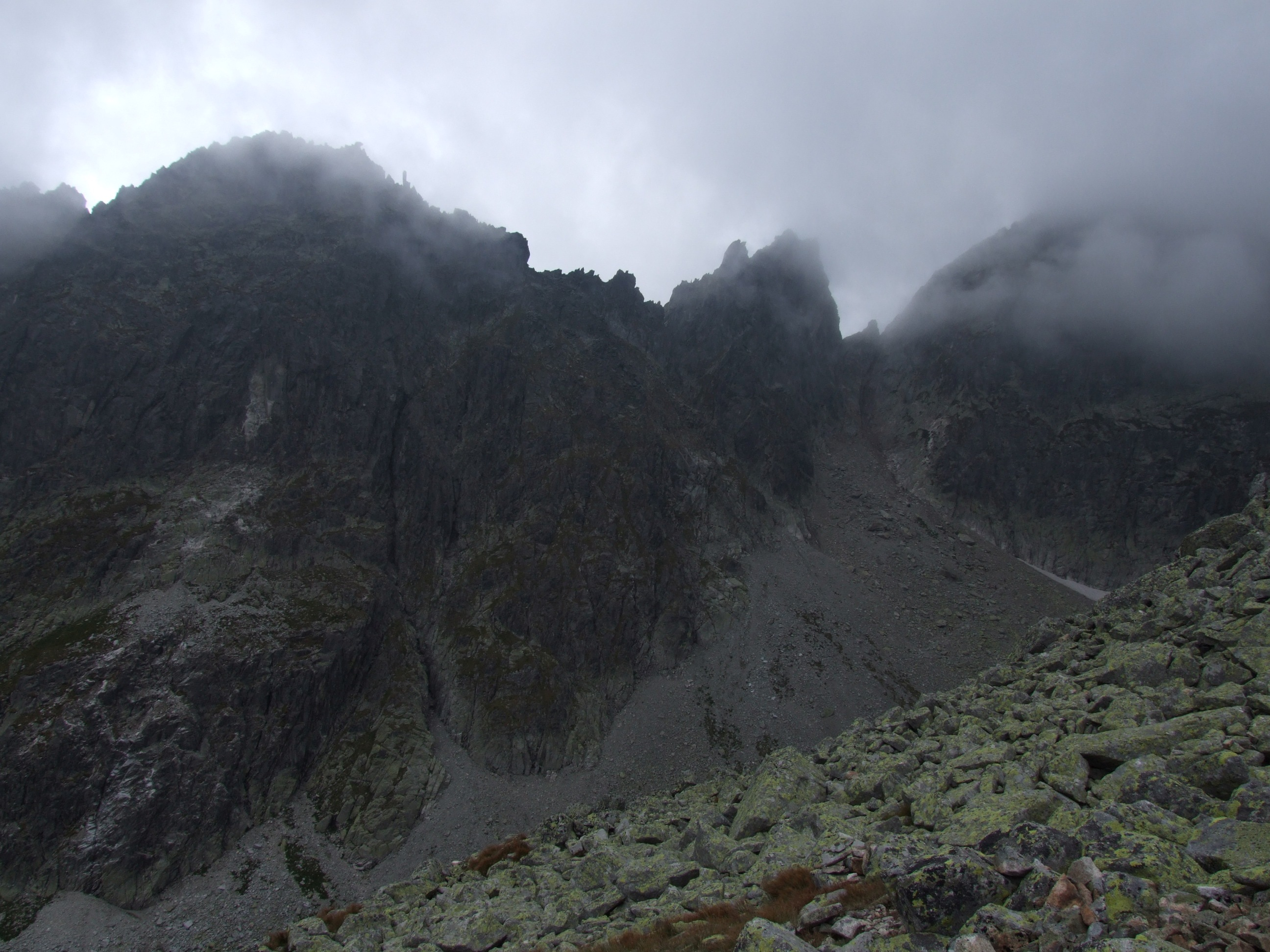
Zwalista Kopa i Zwalista Turniczka. Widok z Doliny Staroleśnej